# Eleições parlamentares europeias de 2009 no distrito de Beja
| Eleições parlamentares europeias de 2009 em Portugal Distritos: Aveiro \| Beja \| Braga \| Bragança \| Castelo Branco \| Coimbra \| Évora \| Faro \| Guarda \| Leiria \| Lisboa \| Portalegre \| Porto \| Santarém \| Setúbal \| Viana do Castelo \| Vila Real \| Viseu \| Açores \| Madeira \| Estrangeiro |

## Resultados por concelho
Os resultados nos concelhos do Distrito de Beja foram os seguintes:

### Aljustrel
| Partido                 | Partido                        | Votos | %               | +/-   |
| ----------------------- | ------------------------------ | ----- | --------------- | ----- |
|                         | Coligação Democrática Unitária | 1 910 | 48,69 / 100,00  | 8,10  |
|                         | Partido Socialista             | 1 019 | 25,98 / 100,00  | 16,14 |
|                         | Bloco de Esquerda              | 312   | 7,95 / 100,00   | 5,32  |
|                         | Partido Social Democrata       | 237   | 6,04 / 100,00   | -     |
|                         | Partido Popular                | 99    | 2,52 / 100,00   | -     |
|                         | PCTP/MRPP                      | 86    | 2,19 / 100,00   | 0,94  |
|                         | Outros                         | 75    | 1,91 / 100,00   |       |
| Votos Inválidos         | Votos Inválidos                | 185   | 4,71 / 100,00   | 2,00  |
| Total                   | Total                          | 3 923 | 100,00 / 100,00 |       |
| Eleitorado/Participação | Eleitorado/Participação        | 9 316 | 42,11 / 100,00  | 0,97  |

| Freguesia             | %     | %     | %    | %    | %    | %    | Votantes |
| Freguesia             | CDU   | PS    | BE   | PSD  | PP   | PCTP | Votantes |
| --------------------- | ----- | ----- | ---- | ---- | ---- | ---- | -------- |
| Aljustrel             | 50,94 | 22,73 | 8,99 | 5,67 | 2,59 | 1,49 | 2 081    |
| Ervidel               | 52,73 | 17,23 | 9,66 | 9,66 | 2,73 | 2,52 | 476      |
| Messejana             | 36,80 | 36,55 | 7,61 | 4,82 | 2,28 | 3,30 | 394      |
| Rio de Moinhos        | 56,79 | 27,14 | 4,64 | 3,21 | 1,79 | 3,93 | 280      |
| São João de Negrilhos | 42,63 | 35,26 | 5,20 | 6,50 | 2,60 | 2,75 | 692      |
| Aljustrel             | 48,69 | 25,98 | 7,95 | 6,04 | 2,52 | 2,19 | 3 923    |

### Almodôvar
| Partido                 | Partido                        | Votos | %               | +/-   |
| ----------------------- | ------------------------------ | ----- | --------------- | ----- |
|                         | Partido Socialista             | 729   | 31,95 / 100,00  | 24,87 |
|                         | Partido Social Democrata       | 594   | 26,03 / 100,00  | -     |
|                         | Coligação Democrática Unitária | 387   | 16,96 / 100,00  | 8,20  |
|                         | Bloco de Esquerda              | 243   | 10,65 / 100,00  | 7,16  |
|                         | Partido Popular                | 96    | 4,21 / 100,00   | -     |
|                         | PCTP/MRPP                      | 47    | 2,06 / 100,00   | 0,50  |
|                         | Outros                         | 64    | 2,80 / 100,00   |       |
| Votos Inválidos         | Votos Inválidos                | 122   | 5,34 / 100,00   | 1,96  |
| Total                   | Total                          | 2 282 | 100,00 / 100,00 |       |
| Eleitorado/Participação | Eleitorado/Participação        | 7 602 | 30,02 / 100,00  | 3,90  |

| Freguesia                   | %     | %     | %     | %     | %    | %    | Votantes |
| Freguesia                   | PS    | PSD   | CDU   | BE    | PP   | PCTP | Votantes |
| --------------------------- | ----- | ----- | ----- | ----- | ---- | ---- | -------- |
| Aldeia dos Fernandes        | 41,63 | 21,53 | 20,57 | 6,70  | 1,44 | 1,44 | 209      |
| Almodôvar                   | 27,45 | 25,23 | 18,06 | 12,61 | 5,65 | 1,61 | 991      |
| Gomes Aires                 | 42,68 | 31,85 | 8,92  | 4,46  | 3,82 | 2,55 | 157      |
| Rosário                     | 29,45 | 19,63 | 18,40 | 20,86 | 3,07 | 4,29 | 163      |
| Santa Clara-a-Nova          | 35,47 | 26,11 | 15,27 | 5,91  | 2,46 | 2,96 | 203      |
| Santa Cruz                  | 36,48 | 22,32 | 18,03 | 10,30 | 5,15 | 0,86 | 233      |
| São Barnabé                 | 19,89 | 46,24 | 8,60  | 6,99  | 4,30 | 3,23 | 186      |
| Senhora da Graça de Padrões | 43,57 | 18,57 | 22,86 | 10,00 | 0,71 | 2,14 | 140      |
| Almodôvar                   | 31,95 | 26,03 | 16,96 | 10,65 | 4,21 | 2,06 | 2 282    |

### Alvito
| Partido                 | Partido                        | Votos | %               | +/-   |
| ----------------------- | ------------------------------ | ----- | --------------- | ----- |
|                         | Coligação Democrática Unitária | 266   | 33,46 / 100,00  | 1,11  |
|                         | Partido Socialista             | 192   | 24,15 / 100,00  | 14,99 |
|                         | Partido Social Democrata       | 145   | 18,24 / 100,00  | -     |
|                         | Bloco de Esquerda              | 73    | 9,18 / 100,00   | 6,09  |
|                         | Partido Popular                | 48    | 6,04 / 100,00   | -     |
|                         | PCTP/MRPP                      | 20    | 2,52 / 100,00   | 0,44  |
|                         | Movimento Esperança Portugal   | 9     | 1,13 / 100,00   | Novo  |
|                         | Outros                         | 11    | 1,39 / 100,00   |       |
| Votos Inválidos         | Votos Inválidos                | 31    | 3,90 / 100,00   | 0,94  |
| Total                   | Total                          | 795   | 100,00 / 100,00 |       |
| Eleitorado/Participação | Eleitorado/Participação        | 2 147 | 37,03 / 100,00  | 1,25  |

| Freguesia            | %     | %     | %     | %     | %    | %    | %    | Votantes |
| Freguesia            | CDU   | PS    | PSD   | BE    | PP   | PCTP | MEP  | Votantes |
| -------------------- | ----- | ----- | ----- | ----- | ---- | ---- | ---- | -------- |
| Alvito               | 36,93 | 16,31 | 22,06 | 8,39  | 8,63 | 1,44 | 1,20 | 417      |
| Vila Nova da Baronia | 29,63 | 32,80 | 14,02 | 10,05 | 3,17 | 3,70 | 1,06 | 378      |
| Alvito               | 33,46 | 24,15 | 18,24 | 9,18  | 6,04 | 2,52 | 1,13 | 795      |

### Barrancos
| Partido                 | Partido                        | Votos | %               | +/-   |
| ----------------------- | ------------------------------ | ----- | --------------- | ----- |
|                         | Partido Socialista             | 175   | 35,14 / 100,00  | 18,33 |
|                         | Coligação Democrática Unitária | 156   | 31,33 / 100,00  | 7,54  |
|                         | Partido Social Democrata       | 37    | 7,43 / 100,00   | -     |
|                         | Partido Popular                | 37    | 7,43 / 100,00   | -     |
|                         | Bloco de Esquerda              | 23    | 4,62 / 100,00   | 2,09  |
|                         | PCTP/MRPP                      | 19    | 3,82 / 100,00   | 0,66  |
|                         | Outros                         | 9     | 1,80 / 100,00   |       |
| Votos Inválidos         | Votos Inválidos                | 42    | 8,44 / 100,00   | 4,02  |
| Total                   | Total                          | 498   | 100,00 / 100,00 |       |
| Eleitorado/Participação | Eleitorado/Participação        | 1 577 | 31,58 / 100,00  | 2,22  |

| Freguesia | %     | %     | %    | %    | %    | %    | Votantes |
| Freguesia | PS    | CDU   | PSD  | PP   | BE   | PCTP | Votantes |
| --------- | ----- | ----- | ---- | ---- | ---- | ---- | -------- |
| Barrancos | 35,14 | 31,33 | 7,43 | 7,43 | 4,62 | 3,82 | 498      |
| Barrancos | 35,14 | 31,33 | 7,43 | 7,43 | 4,62 | 3,82 | 498      |

### Beja
| Partido                 | Partido                        | Votos  | %               | +/-   |
| ----------------------- | ------------------------------ | ------ | --------------- | ----- |
|                         | Coligação Democrática Unitária | 3 947  | 32,62 / 100,00  | 3,65  |
|                         | Partido Socialista             | 2 938  | 24,28 / 100,00  | 19,88 |
|                         | Partido Social Democrata       | 1 889  | 15,61 / 100,00  | -     |
|                         | Bloco de Esquerda              | 1 526  | 12,61 / 100,00  | 8,23  |
|                         | Partido Popular                | 619    | 5,12 / 100,00   | -     |
|                         | PCTP/MRPP                      | 224    | 1,85 / 100,00   | 0,71  |
|                         | Outros                         | 334    | 2,86 / 100,00   |       |
| Votos Inválidos         | Votos Inválidos                | 624    | 5,16 / 100,00   | 2,22  |
| Total                   | Total                          | 12 101 | 100,00 / 100,00 |       |
| Eleitorado/Participação | Eleitorado/Participação        | 31 176 | 38,82 / 100,00  | 0,85  |

| Freguesia                   | %     | %     | %     | %     | %    | %    | Votantes |
| Freguesia                   | CDU   | PS    | PSD   | BE    | PP   | PCTP | Votantes |
| --------------------------- | ----- | ----- | ----- | ----- | ---- | ---- | -------- |
| Albernoa                    | 50,98 | 27,45 | 5,23  | 5,56  | 1,96 | 2,61 | 306      |
| Baleizão                    | 62,69 | 10,20 | 4,99  | 14,32 | 1,52 | 1,74 | 461      |
| Beja (Salvador)             | 26,24 | 23,71 | 17,98 | 16,53 | 5,01 | 1,34 | 1 936    |
| Beja (Santa Maria da Feira) | 30,11 | 20,14 | 16,28 | 15,77 | 5,39 | 2,14 | 983      |
| Beja (Santiago Maior)       | 35,85 | 21,75 | 12,83 | 14,15 | 4,76 | 1,74 | 2 354    |
| Beja (São João Baptista)    | 15,51 | 20,94 | 30,73 | 13,39 | 9,63 | 0,78 | 2 450    |
| Beringel                    | 34,03 | 27,52 | 13,03 | 8,19  | 8,19 | 2,10 | 476      |
| Cabeça Gorda                | 43,95 | 32,56 | 7,65  | 6,05  | 1,42 | 4,09 | 562      |
| Mombeja                     | 28,14 | 50,30 | 3,59  | 7,78  | 2,40 | 2,99 | 167      |
| Nossa Senhora das Neves     | 35,68 | 31,83 | 8,38  | 12,90 | 3,02 | 2,35 | 597      |
| Quintos                     | 43,33 | 37,33 | 6,00  | 6,00  | 2,00 | 4,00 | 150      |
| Salvada                     | 51,23 | 22,63 | 5,97  | 6,79  | 3,09 | 3,91 | 486      |
| Santa Clara de Louredo      | 49,16 | 23,60 | 5,62  | 10,96 | 0,84 | 1,40 | 356      |
| Santa Vitória               | 49,15 | 29,01 | 6,48  | 8,19  | 0,68 | 2,73 | 293      |
| São Brissos                 | 74,42 | 9,30  | 4,65  | 9,30  | 2,33 | 0    | 43       |
| São Matias                  | 26,92 | 44,23 | 13,94 | 5,77  | 0    | 1,44 | 208      |
| Trigaches                   | 26,83 | 46,34 | 6,71  | 4,27  | 7,32 | 3,66 | 164      |
| Trindade                    | 36,70 | 27,52 | 6,42  | 14,68 | 2,75 | 1,83 | 109      |
| Beja                        | 32,62 | 24,28 | 15,61 | 12,61 | 5,12 | 1,85 | 12 101   |

### Castro Verde
| Partido                 | Partido                        | Votos | %               | +/-   |
| ----------------------- | ------------------------------ | ----- | --------------- | ----- |
|                         | Coligação Democrática Unitária | 982   | 39,25 / 100,00  | 7,14  |
|                         | Partido Socialista             | 652   | 26,06 / 100,00  | 18,34 |
|                         | Bloco de Esquerda              | 303   | 12,11 / 100,00  | 6,95  |
|                         | Partido Social Democrata       | 245   | 9,79 / 100,00   | -     |
|                         | Partido Popular                | 80    | 3,20 / 100,00   | -     |
|                         | PCTP/MRPP                      | 70    | 2,80 / 100,00   | 0,83  |
|                         | Outros                         | 76    | 3,04 / 100,00   |       |
| Votos Inválidos         | Votos Inválidos                | 94    | 3,76 / 100,00   | 0,98  |
| Total                   | Total                          | 2 502 | 100,00 / 100,00 |       |
| Eleitorado/Participação | Eleitorado/Participação        | 6 713 | 37,27 / 100,00  | 2,21  |

| Freguesia                | %     | %     | %     | %     | %    | %    | Votantes |
| Freguesia                | CDU   | PS    | BE    | PSD   | PP   | PCTP | Votantes |
| ------------------------ | ----- | ----- | ----- | ----- | ---- | ---- | -------- |
| Casével                  | 42,41 | 24,68 | 14,56 | 9,49  | 3,16 | 3,16 | 158      |
| Castro Verde             | 33,45 | 26,45 | 14,83 | 12,14 | 4,34 | 2,34 | 1 450    |
| Entradas                 | 51,20 | 23,02 | 6,53  | 6,87  | 0,69 | 5,15 | 291      |
| Santa Bárbara de Padrões | 45,52 | 29,15 | 8,74  | 5,38  | 2,02 | 2,47 | 446      |
| São Marcos da Ataboeira  | 49,68 | 29,94 | 4,46  | 6,37  | 0,64 | 3,18 | 157      |
| Castro Verde             | 39,25 | 26,06 | 12,11 | 9,79  | 3,20 | 2,80 | 2 502    |

### Cuba
| Partido                 | Partido                        | Votos | %               | +/-   |
| ----------------------- | ------------------------------ | ----- | --------------- | ----- |
|                         | Coligação Democrática Unitária | 866   | 43,76 / 100,00  | 8,40  |
|                         | Partido Socialista             | 644   | 32,54 / 100,00  | 11,66 |
|                         | Partido Social Democrata       | 190   | 9,60 / 100,00   | -     |
|                         | Bloco de Esquerda              | 97    | 4,90 / 100,00   | 1,89  |
|                         | Partido Popular                | 64    | 3,23 / 100,00   | -     |
|                         | Outros                         | 55    | 2,77 / 100,00   |       |
| Votos Inválidos         | Votos Inválidos                | 63    | 3,18 / 100,00   | 0,08  |
| Total                   | Total                          | 1 979 | 100,00 / 100,00 |       |
| Eleitorado/Participação | Eleitorado/Participação        | 4 178 | 47,37 / 100,00  | 9,18  |

| Freguesia        | %     | %     | %     | %    | %    | Votantes |
| Freguesia        | CDU   | PS    | PSD   | BE   | PP   | Votantes |
| ---------------- | ----- | ----- | ----- | ---- | ---- | -------- |
| Cuba             | 43,83 | 31,56 | 9,77  | 5,57 | 4,20 | 1 239    |
| Faro do Alentejo | 47,19 | 43,07 | 1,50  | 1,87 | 1,12 | 267      |
| Vila Alva        | 37,07 | 25,86 | 19,83 | 4,31 | 3,45 | 232      |
| Vila Ruiva       | 46,06 | 32,37 | 7,88  | 5,39 | 0,41 | 241      |
| Cuba             | 43,76 | 32,54 | 9,60  | 4,90 | 3,23 | 1 979    |

### Ferreira do Alentejo
| Partido                 | Partido                        | Votos | %               | +/-   |
| ----------------------- | ------------------------------ | ----- | --------------- | ----- |
|                         | Partido Socialista             | 1 148 | 35,94 / 100,00  | 14,93 |
|                         | Coligação Democrática Unitária | 1 045 | 32,72 / 100,00  | 5,59  |
|                         | Partido Social Democrata       | 342   | 10,71 / 100,00  | -     |
|                         | Bloco de Esquerda              | 238   | 7,45 / 100,00   | 4,80  |
|                         | Partido Popular                | 112   | 3,51 / 100,00   | -     |
|                         | PCTP/MRPP                      | 81    | 2,54 / 100,00   | 0,49  |
|                         | Outros                         | 99    | 3,10 / 100,00   |       |
| Votos Inválidos         | Votos Inválidos                | 129   | 4,04 / 100,00   | 1,46  |
| Total                   | Total                          | 3 194 | 100,00 / 100,00 |       |
| Eleitorado/Participação | Eleitorado/Participação        | 7 899 | 40,44 / 100,00  | 2,13  |

| Freguesia               | %     | %     | %     | %    | %    | %    | Votantes |
| Freguesia               | PS    | CDU   | PSD   | BE   | PP   | PCTP | Votantes |
| ----------------------- | ----- | ----- | ----- | ---- | ---- | ---- | -------- |
| Alfundão                | 44,88 | 25,08 | 9,57  | 6,93 | 3,30 | 2,64 | 303      |
| Canhestros              | 33,51 | 37,17 | 12,57 | 5,76 | 4,19 | 1,05 | 191      |
| Ferreira do Alentejo    | 29,53 | 34,78 | 12,62 | 9,48 | 4,28 | 2,06 | 1 751    |
| Figueira dos Cavaleiros | 39,74 | 36,29 | 7,39  | 4,76 | 1,64 | 4,11 | 609      |
| Odivelas                | 59,90 | 17,19 | 6,77  | 3,13 | 2,08 | 2,08 | 192      |
| Peroguarda              | 50,00 | 23,65 | 6,76  | 3,38 | 3,38 | 4,05 | 148      |
| Ferreira do Alentejo    | 35,94 | 32,72 | 10,71 | 7,45 | 3,51 | 2,54 | 3 194    |

### Mértola
| Partido                 | Partido                        | Votos | %               | +/-   |
| ----------------------- | ------------------------------ | ----- | --------------- | ----- |
|                         | Coligação Democrática Unitária | 1 259 | 42,42 / 100,00  | 4,28  |
|                         | Partido Socialista             | 907   | 30,56 / 100,00  | 10,20 |
|                         | Partido Social Democrata       | 220   | 7,41 / 100,00   | -     |
|                         | Bloco de Esquerda              | 193   | 6,50 / 100,00   | 3,68  |
|                         | Partido Popular                | 83    | 2,80 / 100,00   | -     |
|                         | PCTP/MRPP                      | 77    | 2,59 / 100,00   | 2,34  |
|                         | Outros                         | 66    | 2,23 / 100,00   |       |
| Votos Inválidos         | Votos Inválidos                | 163   | 5,49 / 100,00   | 2,47  |
| Total                   | Total                          | 2 968 | 100,00 / 100,00 |       |
| Eleitorado/Participação | Eleitorado/Participação        | 7 561 | 39,25 / 100,00  | 0,43  |

| Freguesia                 | %     | %     | %     | %    | %    | %    | Votantes |
| Freguesia                 | CDU   | PS    | PSD   | BE   | PP   | PCTP | Votantes |
| ------------------------- | ----- | ----- | ----- | ---- | ---- | ---- | -------- |
| Alcaria Ruiva             | 50,64 | 25,00 | 9,29  | 4,17 | 2,56 | 2,88 | 312      |
| Corte do Pinto            | 42,27 | 27,76 | 6,62  | 7,26 | 4,10 | 3,79 | 317      |
| Espírito Santo            | 36,76 | 37,50 | 8,82  | 2,94 | 6,62 | 2,21 | 136      |
| Mértola                   | 42,06 | 30,10 | 6,24  | 8,59 | 1,99 | 1,91 | 1 153    |
| Santana de Cambas         | 32,82 | 35,29 | 10,22 | 6,81 | 2,79 | 3,10 | 323      |
| São João dos Caldeireiros | 56,36 | 22,46 | 5,93  | 7,20 | 1,27 | 2,97 | 236      |
| São Miguel do Pinheiro    | 39,86 | 34,52 | 6,05  | 3,91 | 3,56 | 3,20 | 281      |
| São Pedro de Solis        | 29,07 | 32,56 | 19,77 | 2,33 | 4,65 | 3,49 | 86       |
| São Sebastião dos Carros  | 45,16 | 41,13 | 4,03  | 1,61 | 3,23 | 1,61 | 124      |
| Mértola                   | 42,42 | 30,56 | 7,41  | 6,50 | 2,80 | 2,59 | 2 968    |

### Moura
| Partido                 | Partido                        | Votos  | %               | +/-   |
| ----------------------- | ------------------------------ | ------ | --------------- | ----- |
|                         | Coligação Democrática Unitária | 1 181  | 32,58 / 100,00  | 5,42  |
|                         | Partido Socialista             | 1 164  | 32,11 / 100,00  | 17,59 |
|                         | Partido Social Democrata       | 495    | 13,66 / 100,00  | -     |
|                         | Bloco de Esquerda              | 282    | 7,78 / 100,00   | 5,15  |
|                         | Partido Popular                | 183    | 5,05 / 100,00   | -     |
|                         | PCTP/MRPP                      | 90     | 2,48 / 100,00   | 0,38  |
|                         | Outros                         | 77     | 2,12 / 100,00   |       |
| Votos Inválidos         | Votos Inválidos                | 153    | 4,22 / 100,00   | 1,42  |
| Total                   | Total                          | 3 625  | 100,00 / 100,00 |       |
| Eleitorado/Participação | Eleitorado/Participação        | 14 422 | 25,14 / 100,00  | 3,25  |

| Freguesia                   | %     | %     | %     | %     | %    | %    | Votantes |
| Freguesia                   | CDU   | PS    | PSD   | BE    | PP   | PCTP | Votantes |
| --------------------------- | ----- | ----- | ----- | ----- | ---- | ---- | -------- |
| Amareleja                   | 54,86 | 20,67 | 5,32  | 7,29  | 1,98 | 4,56 | 658      |
| Moura (Santo Agostinho)     | 18,75 | 32,66 | 21,77 | 10,18 | 8,27 | 1,11 | 992      |
| Moura (São João Baptista)   | 26,67 | 35,32 | 12,79 | 9,87  | 5,36 | 1,22 | 821      |
| Póvoa de São Miguel         | 15,69 | 52,45 | 23,53 | 3,92  | 2,45 | 0,98 | 204      |
| Safara                      | 37,19 | 31,58 | 10,88 | 3,51  | 5,26 | 3,86 | 285      |
| Santo Aleixo da Restauração | 35,18 | 36,36 | 11,86 | 4,74  | 4,35 | 2,37 | 253      |
| Santo Amador                | 52,57 | 29,14 | 4,57  | 2,86  | 2,29 | 5,71 | 175      |
| Sobral da Adiça             | 40,51 | 31,22 | 9,28  | 7,17  | 3,80 | 4,22 | 237      |
| Moura                       | 32,58 | 32,11 | 13,66 | 7,78  | 5,05 | 2,48 | 3 625    |

### Odemira
| Partido                 | Partido                        | Votos  | %               | +/-   |
| ----------------------- | ------------------------------ | ------ | --------------- | ----- |
|                         | Partido Socialista             | 2 371  | 28,05 / 100,00  | 22,23 |
|                         | Coligação Democrática Unitária | 2 355  | 27,86 / 100,00  | 5,71  |
|                         | Partido Social Democrata       | 1 207  | 14,28 / 100,00  | -     |
|                         | Bloco de Esquerda              | 877    | 10,38 / 100,00  | 7,35  |
|                         | Partido Popular                | 381    | 4,51 / 100,00   | -     |
|                         | PCTP/MRPP                      | 306    | 3,62 / 100,00   | 0,04  |
|                         | Movimento Esperança Portugal   | 96     | 1,14 / 100,00   | Novo  |
|                         | Outros                         | 253    | 3,00 / 100,00   |       |
| Votos Inválidos         | Votos Inválidos                | 606    | 7,17 / 100,00   | 2,99  |
| Total                   | Total                          | 8 452  | 100,00 / 100,00 |       |
| Eleitorado/Participação | Eleitorado/Participação        | 22 491 | 37,58 / 100,00  | 1,53  |

| Freguesia                  | %     | %     | %     | %     | %    | %    | %    | Votantes |
| Freguesia                  | PS    | CDU   | PSD   | BE    | PP   | PCTP | MEP  | Votantes |
| -------------------------- | ----- | ----- | ----- | ----- | ---- | ---- | ---- | -------- |
| Bicos                      | 30,85 | 42,79 | 6,97  | 4,98  | 1,49 | 6,47 | 1,49 | 201      |
| Boavista dos Pinheiros     | 29,66 | 30,80 | 7,79  | 15,40 | 1,90 | 3,61 | 0,57 | 526      |
| Colos                      | 32,19 | 25,36 | 16,52 | 7,41  | 3,70 | 2,56 | 0,28 | 351      |
| Longueira / Almograve      | 30,77 | 13,61 | 24,85 | 10,95 | 5,03 | 1,48 | 1,78 | 338      |
| Luzianes-Gare              | 22,99 | 45,99 | 13,90 | 6,95  | 3,21 | 0,53 | 2,14 | 187      |
| Odemira (Santa Maria)      | 19,54 | 35,92 | 15,76 | 12,18 | 6,09 | 2,10 | 0,63 | 476      |
| Odemira (São Salvador)     | 21,29 | 30,13 | 16,40 | 13,56 | 4,57 | 2,84 | 0,79 | 634      |
| Pereiras-Gare              | 23,58 | 39,84 | 12,20 | 7,32  | 0,81 | 5,69 | 0,81 | 123      |
| Relíquias                  | 37,67 | 37,14 | 8,49  | 5,57  | 2,12 | 2,12 | 0,53 | 377      |
| Saboia                     | 36,54 | 17,86 | 12,36 | 10,99 | 5,49 | 5,22 | 1,65 | 364      |
| Santa Clara-a-Velha        | 47,64 | 12,45 | 15,02 | 7,73  | 3,00 | 0,86 | 0    | 233      |
| São Luís                   | 18,55 | 34,06 | 18,99 | 5,51  | 4,64 | 5,65 | 1,01 | 690      |
| São Martinho das Amoreiras | 42,68 | 20,10 | 13,65 | 5,46  | 5,96 | 4,47 | 2,23 | 403      |
| São Teotónio               | 29,10 | 27,70 | 10,18 | 11,42 | 3,86 | 3,97 | 1,01 | 1 787    |
| Vale de Santiago           | 18,95 | 48,69 | 8,82  | 5,23  | 4,90 | 4,58 | 0,98 | 306      |
| Vila Nova de Milfontes     | 23,46 | 20,68 | 19,72 | 13,64 | 6,69 | 3,65 | 1,74 | 1 151    |
| Zambujeira do Mar          | 33,44 | 14,10 | 18,36 | 13,44 | 6,89 | 3,61 | 1,64 | 305      |
| Odemira                    | 28,05 | 27,86 | 14,28 | 10,38 | 4,51 | 3,62 | 1,14 | 8 452    |

### Ourique
| Partido                 | Partido                        | Votos | %               | +/-   |
| ----------------------- | ------------------------------ | ----- | --------------- | ----- |
|                         | Partido Social Democrata       | 648   | 32,74 / 100,00  | -     |
|                         | Partido Socialista             | 640   | 32,34 / 100,00  | 12,50 |
|                         | Coligação Democrática Unitária | 370   | 18,70 / 100,00  | 1,04  |
|                         | Bloco de Esquerda              | 99    | 5,00 / 100,00   | 2,59  |
|                         | Partido Popular                | 66    | 3,34 / 100,00   | -     |
|                         | Outros                         | 65    | 3,18 / 100,00   |       |
| Votos Inválidos         | Votos Inválidos                | 91    | 4,60 / 100,00   | 0,36  |
| Total                   | Total                          | 1 979 | 100,00 / 100,00 |       |
| Eleitorado/Participação | Eleitorado/Participação        | 5 214 | 37,96 / 100,00  | 0,24  |

| Freguesia        | %     | %     | %     | %    | %    | Votantes |
| Freguesia        | PSD   | PS    | CDU   | BE   | PP   | Votantes |
| ---------------- | ----- | ----- | ----- | ---- | ---- | -------- |
| Conceição        | 26,76 | 50,70 | 11,27 | 5,63 | 0    | 71       |
| Garvão           | 30,28 | 30,89 | 22,02 | 3,36 | 3,98 | 327      |
| Ourique          | 32,98 | 32,87 | 17,25 | 5,13 | 4,78 | 858      |
| Panoias          | 30,94 | 33,55 | 24,43 | 5,21 | 0,98 | 307      |
| Santa Luzia      | 24,68 | 27,27 | 36,36 | 5,19 | 1,30 | 154      |
| Santana da Serra | 43,51 | 29,01 | 4,20  | 6,11 | 2,67 | 262      |
| Ourique          | 32,74 | 32,34 | 18,70 | 5,00 | 3,34 | 1 979    |

### Serpa
| Partido                 | Partido                        | Votos  | %               | +/-   |
| ----------------------- | ------------------------------ | ------ | --------------- | ----- |
|                         | Coligação Democrática Unitária | 2 609  | 47,88 / 100,00  | 3,90  |
|                         | Partido Socialista             | 1 178  | 21,62 / 100,00  | 12,95 |
|                         | Partido Social Democrata       | 622    | 11,41 / 100,00  | -     |
|                         | Bloco de Esquerda              | 376    | 6,90 / 100,00   | 4,84  |
|                         | Partido Popular                | 162    | 2,97 / 100,00   | -     |
|                         | PCTP/MRPP                      | 111    | 2,04 / 100,00   | 1,11  |
|                         | Outros                         | 117    | 2,16 / 100,00   |       |
| Votos Inválidos         | Votos Inválidos                | 274    | 5,03 / 100,00   | 2,42  |
| Total                   | Total                          | 5 449  | 100,00 / 100,00 |       |
| Eleitorado/Participação | Eleitorado/Participação        | 14 702 | 37,06 / 100,00  | 0,16  |

| Freguesia                | %     | %     | %     | %     | %    | %    | Votantes |
| Freguesia                | CDU   | PS    | PSD   | BE    | PP   | PCTP | Votantes |
| ------------------------ | ----- | ----- | ----- | ----- | ---- | ---- | -------- |
| Aldeia Nova de São Bento | 51,96 | 14,55 | 14,18 | 5,97  | 2,15 | 2,24 | 1 072    |
| Brinches                 | 43,54 | 30,62 | 10,67 | 5,90  | 2,81 | 1,12 | 356      |
| Pias                     | 66,93 | 14,94 | 4,45  | 4,93  | 1,03 | 2,31 | 1 258    |
| Serpa (Salvador)         | 25,38 | 29,26 | 17,88 | 10,20 | 6,07 | 1,60 | 1 186    |
| Serpa (Santa Maria)      | 36,49 | 20,27 | 15,64 | 12,16 | 4,25 | 3,28 | 518      |
| Vale de Vargo            | 65,07 | 16,16 | 5,90  | 4,15  | 2,40 | 1,97 | 458      |
| Vila Verde de Ficalho    | 44,43 | 33,11 | 9,32  | 4,33  | 1,83 | 1,50 | 601      |
| Serpa                    | 47,88 | 21,62 | 11,41 | 6,90  | 2,97 | 2,04 | 5 449    |

### Vidigueira
| Partido                 | Partido                        | Votos | %               | +/-   |
| ----------------------- | ------------------------------ | ----- | --------------- | ----- |
|                         | Coligação Democrática Unitária | 728   | 34,87 / 100,00  | 5,82  |
|                         | Partido Socialista             | 586   | 28,07 / 100,00  | 18,59 |
|                         | Partido Social Democrata       | 264   | 12,64 / 100,00  | -     |
|                         | Bloco de Esquerda              | 200   | 9,58 / 100,00   | 6,22  |
|                         | Partido Popular                | 75    | 3,59 / 100,00   | -     |
|                         | PCTP/MRPP                      | 58    | 2,78 / 100,00   | 0,83  |
|                         | Outros                         | 61    | 2,92 / 100,00   |       |
| Votos Inválidos         | Votos Inválidos                | 116   | 5,55 / 100,00   | 2,09  |
| Total                   | Total                          | 2 088 | 100,00 / 100,00 |       |
| Eleitorado/Participação | Eleitorado/Participação        | 5 388 | 38,75 / 100,00  | 1,20  |

| Freguesia      | %     | %     | %     | %     | %    | %    | Votantes |
| Freguesia      | CDU   | PS    | PSD   | BE    | PP   | PCTP | Votantes |
| -------------- | ----- | ----- | ----- | ----- | ---- | ---- | -------- |
| Pedrógão       | 50,94 | 31,92 | 5,87  | 4,93  | 0,70 | 2,35 | 426      |
| Selmes         | 38,53 | 32,35 | 7,65  | 9,41  | 0,88 | 4,12 | 340      |
| Vidigueira     | 21,65 | 29,00 | 19,26 | 11,26 | 4,98 | 1,95 | 924      |
| Vila de Frades | 45,23 | 18,09 | 8,79  | 10,80 | 5,78 | 4,02 | 398      |
| Vidigueira     | 34,87 | 28,07 | 12,64 | 9,58  | 3,59 | 2,78 | 2 088    |